# Duncan Fishwick
Duncan Fishwick (né le 12 mai 1929 à Adlington et décédé le 6 août 2015), est un historien et journaliste britannique. Il est considéré[Par qui ?] comme l'un des plus importants historiens anglais du XXe siècle.

## Biographie
Duncan Fishwick est né le 12 mai 1929. Il a écrit plusieurs livres sur l'Empire romain et la religion dans l'Empire romain.
Jusqu'à son décès le 6 août 2015, il fut chercheur à l'université de l'Alberta, au Canada.

## Ouvrages
Ses livres notables incluent, :
- The Imperial Cult in the Latin West: Studies in the Ruler Cult of the Western Provinces of the Roman Empire, 2002.
- Cult, Ritual, Divinity and Belief in the Roman World
- The Altar of Augustus and the Municipal Cult of Tarraco